# Le Pont dans la jungle (film)
 (décembre 2024).
Si vous disposez d'ouvrages ou d'articles de référence ou si vous connaissez des sites web de qualité traitant du thème abordé ici, merci de compléter l'article en donnant les références utiles à sa vérifiabilité et en les liant à la section « Notes et références ».
Pour plus de détails, voir Fiche technique et Distribution.
Le Pont dans la Jungle (The Bridge in the Jungle) est un film américain réalisé par Pancho Kohner, sorti en 1971. Il s'agit d'une adaptation du roman Le Pont dans la jungle publié par B. Traven en 1929.

## Synopsis
Mexique, années 1920. Une fête s’organise dans un village mexicain, isolé dans la jungle, sur le bord d’une rivière. Une compagnie pétrolière a construit un pont pour faire passer ses camions, sans rambarde. Un petit garçon tombe à l’eau. Les recherches s’organisent.

## Fiche technique
- Titre : Le Pont dans la jungle
- Titre original : The Bridge in the Jungle
- Réalisation : Pancho Kohner
- Scénario : Pancho Kohner, d'après le roman de B. Traven
- Production : Pancho Kohner
- Musique : LeRoy Holmes
- Photographie :
- Cadreur :
- Direction artistique :
- Décors de plateau :
- Montage :
- Budget :
- Pays d'origine :  États-Unis
- Format : Noir et blanc
- Genre : Film d'aventure,
- Durée : 84 minutes
- Date de sortie : 
  - États-Unis : janvier 1971

## Distribution
- John Huston : Sleigh
- Katy Jurado : Angela
- Charles Robinson : Gales
- Elizabeth Guadalupe Chauvet : Carmelita
- José Ángel Espinosa Ferrusquilla : Garcia
- Enrique Lucero : Perez
- Jorge Martínez de Hoyos : Augustin
- Xavier Marc : Manuel
- Chano Urueta : chanteur aux funérailles
- Aurora Clavel : Aurelia
- Teddy Stauffer : Warner
- Eduardo López Rojas : Ignacio
- Sergio Calderón : Pedro
- Enrique de Peña : un danseur
- Ramiro Ramírez : un danseur
- Carlos Berriochea : premier garçon
- Juan Antonio Edwards : deuxième garçon
- Elizabeth Dupeyrón : Joaquina
- Gilberto Ramos Atayde : Carlos

## Scénario et contexte historique
En 1948, John Huston avait dirigé la première adaptation d’un roman de Traven au cinéma, Le Trésor de la Sierra Madre, de manière réussie puisque le film reçoit deux Oscars.